# برسيبورا جايابورا
برسيبورا جايابورا هو نادي كرة قدم محترف مقره في مدينة جايابورا، بابوا، إندونسيا.

## المدربين
| السنة     | المدير                |
| --------- | --------------------- |
| 2003–2004 | سوهارنو               |
| 2005      | راهماد دارماوان       |
| 2006      | أنتونيو غونزاغا نيتو  |
| 2006      | ميتو دواراموري        |
| 2007      | ايفان فينكوف كوليف    |
| 2007      | عرفان باكتي أبو سليم  |
| 2007–2008 | رجا عيسى رجا أكرم شاه |
| 2008–     | جاكسن ف. تياغو        |

## روابط خارجية
- (بالإندونيسية) وصلات خارجية